# فسفرگیری اکسایشی

فسفرگیری اکسایشی (به انگلیسی: Oxidative phosphorylation) فرایندی آنزیمی است که طی آن مولکول ADP به کمک انتقال الکترون از یک پیش‌ماده به اکسیژن مولکولی، فسفرگیری کرده و ATP تولید می‌شود. این مجموعه واکنش‌ها درون میتوکندری یاخته‌های یوکاریوتی و روی غشای داخلی یاخته‌های پروکاریوتی رخ می‌دهد. این فرایند سنگ بنای ذخیره انرژی در سلولهای اغلب جانداران به‌ویژه چندسلولیها است.